# E-Prix di Santiago 2019
L'E-Prix di Santiago 2019 è stato il terzo appuntamento del Campionato di Formula E 2018-2019. La gara è stata vinta da Sam Bird con il team Virgin Racing.

## Risultati

### Qualifiche
| Pos.   | N. | Pilota                 | Squadra                   | Qualifica | Gap    | SuperPole | Gap    | Griglia |
| ------ | -- | ---------------------- | ------------------------- | --------- | ------ | --------- | ------ | ------- |
| 1      | 11 | Lucas Di Grassi        | Audi Sport ABT Schaeffler |           |        |           |        | 22      |
| 2      | 23 | Sébastien Buemi        | Nissan e.DAMS             | 1:08.664  | +0.201 | 1:08.816  | -      | 1       |
| 3      | 94 | Pascal Wehrlein        | Mahindra Racing           | 1:08.463  | -      | 1:08.925  | +0.109 | 2       |
| 4      | 66 | Daniel Abt             | Audi Sport ABT Schaeffler | 1:09.030  | +0.567 | 1:08.958  | +0.142 | 3       |
| 5      | 2  | Sam Bird               | Envision Virgin Racing    | 1:08.868  | +0.405 | 1:09.253  | +0.437 | 4       |
| 6      | 5  | Stoffel Vandoorne      | HWA Racelab               | 1:08.962  | +0.499 |           |        | 5       |
| 7      | 48 | Edoardo Mortara        | Venturi Formula E Team    | 1:09.042  | +0.579 |           |        | 6       |
| 8      | 6  | Maximilian Günther     | Dragon Racing             | 1:09.143  | +0.680 |           |        | 7       |
| 9      | 27 | Alexander Sims         | BMW i Andretti Motorsport | 1:09.147  | +0.684 |           |        | 8       |
| 10     | 19 | Felipe Massa           | Venturi Formula E Team    | 1:09.168  | +0.705 |           |        | 9       |
| 11     | 7  | José María López       | Dragon Racing             | 1:09.201  | +0.738 |           |        | 10      |
| 12     | 20 | Mitch Evans            | Panasonic Jaguar Racing   | 1:09.235  | +0.772 |           |        | 11      |
| 13     | 25 | Jean-Éric Vergne       | DS Techeetah              | 1:09.307  | +0.844 |           |        | 12      |
| 14     | 22 | Oliver Rowland         | Nissan e.DAMS             | 1:09.365  | +0.902 |           |        | 13      |
| 15     | 36 | André Lotterer         | DS Techeetah              | 1:09.485  | +1.022 |           |        | 14      |
| 16     | 4  | Robin Frijns           | Envision Virgin Racing    | 1:09.505  | +1.042 |           |        | 15      |
| 17     | 17 | Gary Paffett           | HWA Racelab               | 1:09.505  | +1.042 |           |        | 16      |
| 18     | 28 | António Félix da Costa | BMW i Andretti Motorsport | 1:09.551  | +1.088 |           |        | 17      |
| 19     | 16 | Oliver Turvey          | NIO Formula E Team        | 1:09.645  | +1.182 |           |        | 18      |
| 20     | 3  | Nelson Piquet Jr.      | Panasonic Jaguar Racing   | 1:09.705  | +1.242 |           |        | 19      |
| 21     | 64 | Jérôme d'Ambrosio      | Mahindra Racing           | 1:10.083  | +1.620 |           |        | 20      |
| 22     | 8  | Tom Dillmann           | NIO Formula E Team        | 1:10.258  | +1.795 |           |        | 21      |
| Fonte: |    |                        |                           |           |        |           |        |         |

### Gara
Alla partenza, Buemi mantiene la prima posizione davanti a Wehrlein e Bird che nel primo giro passa Abt. Durante il primo giro, Tom Dillmann si ferma in mezzo alla pista con un problema al motore: riesce a ripartire, ma dovrà ritirarsi poco dopo. Dopo una prima fase molto tranquilla, Bird passa Wehrlein grazie all'attack mode. Nel frattempo, nelle retrovie, Vergne viene toccato da Da Costa, a sua volta spinto da Lotterer: il francese si gira e perde molte posizioni, mentre Da Costa si ritrova una gomma forata e precipita in fondo. Dopo una decina di giri, in una fase molto concitata, Oliver Rowland e Felipe Massa si toccano, con l'inglese che spinge il brasiliano contro il muro mentre Massa cerca di passare Gunther, a sua volta passato poco prima da Sims. Il giro successivo lo stesso Gunther si ferma all'uscita dell'ultima curva con un problema al cambio. Passa un altro giro ed Edoardo Mortara viene tamponato da Alexander Sims alla curva 9 e si gira, facendo sfilare anche Vandoorne; passa un altro giro e Jose Maria Lopez viene tamponato da Di Grassi all'entrata dell'ultima curva, permettendo a Lotterer di guadagnare due posizioni. Poco dopo la corsa viene neutralizzata con la Full Course Yellow per recuperare l'auto di Gunther. Alla ripartenza, Vandoorne va lungo e sbatte alla curva 2, buttando via un buon risultato. Viene dichiarata di nuovo la full course yellow. Dopo trenta minuti di gara, Buemi commette un errore e va sbattere alla curva 7,dove aveva già sbattuto la mattina: lo svizzero riporta l'auto ai box, dove è costretto a ritirarsi. Nei giri seguenti, Vergne e Da Costa, protagonisti del contatto avvenuto precedentemente, decidono di ritirarsi. Nel frattempo, Wehrlein, grazie all'utilizzo dell'Attack Mode, si avvicina a Bird e prova ad attaccarlo, ma Bird resiste. Il tedesco dovrà poi desistere per problemi di temperature. Nei minuti finali c'è il ritiro di Rowland, che sbatte all'uscita della quinta curva, cercando di resistere a Lotterer. Non succede più niente e Sam Bird vince davanti a Wehrlein e Sims, entrambi al primo podio in carriera: il britannico viene però penalizzato per l'incidente con Edoardo Mortara, consegnando il podio a Daniel Abt. Sims finisce al settimo posto, dietro a Mortara, Frijns ed Evans, davanti ad Oliver Turvey, che porta i primi punti alla NIO, José María López (anche lui porta i primi punti alla Dragon) e Jerome d'Ambrosio.
| Pos.   | N. | Pilota                 | Squadra                   | Giri | Tempo/Ritiro          | Griglia | Punti |
| ------ | -- | ---------------------- | ------------------------- | ---- | --------------------- | ------- | ----- |
| 1      | 2  | Sam Bird               | Envision Virgin Racing    | 36   | 47:02.511             | 4       | 25    |
| 2      | 94 | Pascal Wehrlein        | Mahindra Racing           | 36   | +6.489                | 2       | 18    |
| 3      | 66 | Daniel Abt             | Audi Sport ABT Schaeffler | 36   | +14.529               | 3       | 16    |
| 4      | 48 | Edoardo Mortara        | Venturi Formula E Team    | 36   | +17.056               | 6       | 12    |
| 5      | 4  | Robin Frijns           | Envision Virgin Racing    | 36   | +20.276               | 15      | 10    |
| 6      | 20 | Mitch Evans            | Panasonic Jaguar Racing   | 36   | +23.755               | 11      | 8     |
| 7      | 27 | Alexander Sims         | BMW i Andretti Motorsport | 36   | +27.590               | 8       | 6     |
| 8      | 16 | Oliver Turvey          | NIO Formula E Team        | 36   | +45.059               | 18      | 4     |
| 9      | 7  | José María López       | GEOX Dragon               | 36   | +45.376               | 10      | 2     |
| 10     | 64 | Jérôme d'Ambrosio      | Mahindra Racing           | 36   | +46.984               | 20      | 1     |
| 11     | 3  | Nelson Piquet Jr.      | Panasonic Jaguar Racing   | 36   | +48.635               | 19      |       |
| 12     | 11 | Lucas Di Grassi        | Audi Sport ABT Schaeffler | 36   | +1:03.522             | 22      |       |
| 13     | 36 | André Lotterer         | DS Techeetah              | 36   | +1:19.706             | 14      |       |
| 14     | 17 | Gary Paffett           | HWA Racelab               | 35   | +1 giro               | 16      |       |
| Rit    | 22 | Oliver Rowland         | Nissan e.DAMS             | 31   | Incidente             | 13      |       |
| Rit    | 28 | António Félix da Costa | BMW i Andretti Motorsport | 23   | Impianto idraulico    | 17      |       |
| Rit    | 25 | Jean-Éric Vergne       | DS Techeetah              | 22   | Motore                | 12      |       |
| Rit    | 23 | Sébastien Buemi        | Nissan e.DAMS             | 21   | Incidente             | 1       | 3     |
| Rit    | 5  | Stoffel Vandoorne      | HWA Racelab               | 17   | Incidente             | 5       |       |
| Rit    | 6  | Maximilian Günther     | GEOX Dragon               | 12   | Cambio                | 7       |       |
| Rit    | 19 | Felipe Massa           | Venturi Formula E Team    | 12   | Sospensione/Incidente | 9       |       |
| Rit    | 8  | Tom Dillmann           | NIO Formula E Team        | 10   | Motore                | 21      |       |
| Fonte: |    |                        |                           |      |                       |         |       |

## Classifiche
Classifica Piloti
| +/– | Pos | Pilota                 | Punti    |
| --- | --- | ---------------------- | -------- |
| 5   | 1   | Sam Bird               | 43       |
| 1   | 2   | Jérôme d'Ambrosio      | 41 (–2)  |
| 1   | 3   | António Félix da Costa | 28 (-15) |
| 1   | 4   | Robin Frijns           | 28 (–15) |
| 2   | 5   | Jean-Éric Vergne       | 28 (-15) |

Classifica Squadre
| +/– | Pos | Squadra                     | Punti    |
| --- | --- | --------------------------- | -------- |
| 3   | 1   | Envision Virgin Racing      | 71       |
| 1   | 2   | Mahindra Racing             | 59 (–12) |
| 2   | 3   | DS Techeetah Formula E Team | 47 (–24) |
| 1   | 4   | BMW i Andretti Motorsport   | 46 (–25) |
| 2   | 5   | Audi Sport ABT Schaeffler   | 30 (–41) |

## Altre gare
- E-Prix di Santiago 2018
- E-Prix di Santiago 2020
- E-Prix di Marrakech 2019
- E-Prix di Città del Messico 2019